# Ottmar Edenhofer

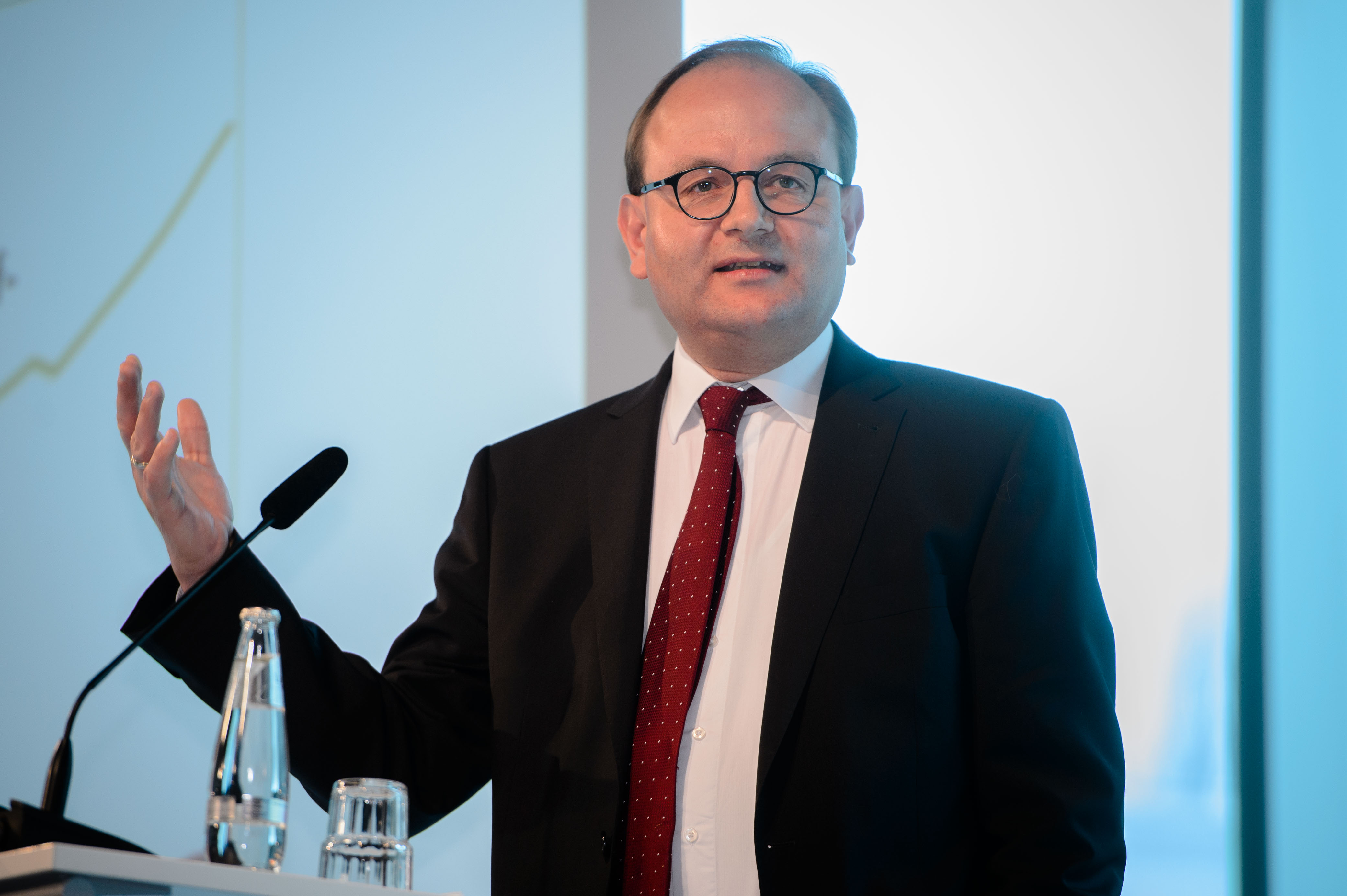
Ottmar Edenhofer (2015)

Ottmar Georg Edenhofer (* 8. Juli 1961 in Gangkofen, Niederbayern) ist ein deutscher Ökonom.
Edenhofer ist Professor an der Technischen Universität Berlin und Direktor (zusammen mit Johan Rockström) sowie Chefökonom am Potsdam-Institut für Klimafolgenforschung (PIK). Er gilt als Experte auf dem Gebiet der CO2-Bepreisung.
2012 wurde er zum Direktor des gemeinsam von der Stiftung Mercator und dem Potsdam-Institut für Klimafolgenforschung im gleichen Jahr in Berlin gegründeten „Mercator Research Institute on Global Commons and Climate Change“ (MCC) ernannt. Das MCC ist seit Anfang 2025 als fünfte Forschungsabteilung „Klimaökonomie und Politik“ Teil des PIK. Von 2008 bis 2015 war Edenhofer einer der Ko-Vorsitzenden der Arbeitsgruppe III des „Weltklimarates“ IPCC, dem 2007 der Friedensnobelpreis verliehen worden war. Er ist seit Mai 2022 Vorsitzender („Chair“) des European Scientific Advisory Board on Climate Change (ESABCC). Dieses 2021 durch das Europäische Klimagesetz einberufene Gremium berät die Europäische Union unabhängig und auf Basis wissenschaftlicher Erkenntnis. Die Arbeit des ESABCC trug zur Empfehlung des Klimaziels für 2040 durch die Europäische Kommission bei (90 % Reduzierung der Netto-Treibhausgasemissionen). Edenhofer ist weiterhin Mitglied der Deutschen Akademie der Naturforscher Leopoldina, der Akademie der Wissenschaften in Hamburg, der Green Growth Knowledge Platform (Gemeinschaftsprojekt des Global Green Growth Institute, der Organisation für wirtschaftliche Zusammenarbeit und Entwicklung (OECD), Umweltprogramm der Vereinten Nationen (UNEP) und der Weltbank) und Mitglied der Deutschen Akademie der Technikwissenschaften acatech und Mitglied der Berlin-Brandenburgischen Akademie der Wissenschaften.
Er wurde mehrfach von Clarivate Analytics zu den meistzitierten Forschern der Welt gezählt.

## Kindheit und Ausbildung
Ottmar Edenhofer wurde 1961 in Gangkofen, Niederbayern geboren.
Er studierte Volkswirtschaftslehre in München und erwarb an der Ludwig-Maximilians-Universität 1987 sein Diplom mit Auszeichnung. Von 1987 bis 1994 war er Mitglied des Jesuitenordens, als welches er nach dem Noviziat einen Bakkalaureus Artium der Hochschule für Philosophie München erlangte. Während seiner Studienzeit gründete er ein Unternehmen im öffentlichen Gesundheitswesen und leitete von 1991 bis 1993 eine humanitäre Hilfsorganisation in Kroatien und Bosnien.

## Karriere
Von 1994 bis 2000 arbeitete er als wissenschaftlicher Assistent an der Technischen Universität Darmstadt und schrieb dort im Jahr 1999 seine Doktorarbeit im Bereich Wirtschaftswissenschaften summa cum laude.
Seit August 2008 ist Ottmar Edenhofer Lehrstuhlinhaber für die Ökonomie des Klimawandels an der Technischen Universität Berlin. Er ist Direktor des „Mercator Research Institute on Global Commons and Climate Change“ (MCC) mit Sitz auf dem EUREF-Campus in Berlin und Mitglied des Wissenschaftlichen Beirates des ifo-Institutes für Wirtschaftsforschung in München, Mitglied der Nationalen Akademie der Wissenschaften Leopoldina Halle (Saale) und Mitglied der Deutschen Akademie der Technikwissenschaften (Acatech).
Edenhofer war stellvertretender Direktor und Chefökonom des Potsdam-Instituts für Klimafolgenforschung (PIK) und leitete den Forschungsbereich III („Nachhaltige Lösungsstrategien“). Zusammen mit den Mitarbeitern des Forschungsbereichs formulierte er den „Global Deal“ für den Klimaschutz und entwickelte das Konzept für den transatlantischen Kohlenstoffmarkt.
Seit 2019 ist er gemeinsam mit Johan Rockström Direktor des PIK, wo er Promovierende und Studierende betreut und mehrere durch Drittmittel finanzierte Forschungsprojekte koordiniert.

## Privatleben
Edenhofer ist römisch-katholisch, verheiratet und hat zwei Kinder. Er lebt in Potsdam.
Edenhofer ist im Januar 2021 von Papst Franziskus zum Berater am Dikasterium für die ganzheitliche Entwicklung des Menschen berufen worden.

## Wirken in der öffentlichen Klimaschutzdebatte
Edenhofer ist an der öffentlichen und politischen Klimaschutz-Debatte in Deutschland und der EU beteiligt.
Im Jahr 2010 trat er als Co-Chair der Arbeitsgruppe öffentlich dafür ein, dass das Management und die Prozeduren des IPCC reformiert werden. In einem Aufsatz in der FAZ forderte er, dass ein unabhängiges Expertengremium den IPCC begutachten sollte. Diese Forderung fand eine breite Unterstützung auch innerhalb des IPCC, was dazu führte, dass der Vorsitzende des IPCC Rajendra Pachauri und der UNO-Generalsekretär gemeinsam den InterAcademy Council (IAC) beauftragten, den IPCC zu begutachten. Dieses Gutachten leitete den Reformprozess für den IPCC, der im Jahr 2012 erfolgreich abgeschlossen wurde.
In diesem Zusammenhang äußerte er sich 2010 und 2011 ebenfalls zum Verhältnis von Politik und Wissenschaft, in der er ein pragmatisches Modell wissenschaftlicher Politikberatung forderte. Seine Vorschläge sind bei IPCC-Autoren auf Zustimmung gestoßen.
Auch in der deutschen Energiewende bezog er zugunsten des Ausstiegs aus der Kernenergie Stellung. Bereits vor Fukushima forderte er eine Energiewende; die Verlängerung der Laufzeiten der Kernkraftwerke würden den Betreibern der Kraftwerke zusätzliche Gewinne bringen, aber die entscheidenden Fragen der Energiewende blieben ungelöst.
Mit den Mitarbeitern des PIK hat er in der 2010 Publikation „Global, aber gerecht“ realistische Lösungswege charakterisiert, die sowohl die Vermeidung gravierender Klimawandelfolgen umfassen als auch die Anpassung an den unvermeidbaren Klimawandel. In diesem Buch wurden das Klimaproblem auch umfassend als ein Problem internationaler Gerechtigkeit diskutiert. Darauf aufbauend wurde ein „Global Deal“ für die Klima- und Entwicklungspolitik entwickelt.
Er hat 2010–2014 mehrere internationale Modellvergleichsstudien geleitet, in denen die Kosten und Strategien der Emissionsvermeidung ausführlich diskutiert wurden. Diese Ansätze haben ebenso Eingang in den IPCC Sonderbericht zu Erneuerbaren Energie und der Vermeidung des Klimawandels gefunden wie in der internationalen wissenschaftliche Debatte.
Im Juni 2019 besuchte Bundeskanzlerin Angela Merkel das Potsdam-Institut für Klimafolgenforschung, um sich von Edenhofer zu Optionen der CO2-Bepreisung beraten zu lassen. Bis September 2009 beriet er den damaligen Bundesaußenminister und Vize-Kanzler Frank-Walter Steinmeier in Fragen der globalen Klimapolitik. Im Juni 2021 waren die deutschsprachigen Staatsoberhäupter von Belgien, Liechtenstein, Luxemburg, Österreich und der Schweiz auf Einladung von Bundespräsident Frank-Walter Steinmeier zu Gast im Potsdam-Institut für Klimafolgenforschung, um mit Ottmar Edenhofer über den derzeitigen Wissenschaftsstand der Klimaforschung sowie notwendige europäische klimapolitische Schritte zu sprechen.

## Forschungsschwerpunkte
Ottmar Edenhofer beschäftigt sich mit dem Einfluss von technischem Wandel auf die Kosten und Strategien des Klimaschutzes sowie dem Design von Politikinstrumenten im Kontext von Klima- und Energiepolitik. Weitere Forschungsschwerpunkte sind die Ökonomie der Klimastabilisierung, soziale Kosten-Nutzen-Analysen, Nachhaltigkeitstheorie, die Theorie des Wirtschaftswachstums, Umweltökonomik, Wohlfahrtstheorie und Intertemporale Gleichgewichtstheorie. Edenhofer betreute mehr als 40 Dissertationen, darunter die von Christian Flachsland, Ulrike Kornek und Lion Hirth.

## Mitgliedschaften
- seit 2007: Mitglied der Akademie der Wissenschaften in Hamburg[28]
- seit 2008: Mitglied im Verein für Socialpolitik, Ausschuss für Umwelt- und Ressourcenökonomie
- seit 2009: Mitglied der „International Association of Energy Economics“ (IAEE)
- seit 2009: Mitglied des Wissenschaftlichen Beirates des „EUREF-Institutes“ in Berlin
- 2012–2018: Mitglied des „Advisory Committee of the Green Growth Knowledge Platform“ (gemeinsame Initiative des Global Green Growth Institute, der Organisation für Wirtschaftliche Zusammenarbeit und Entwicklung (OECD), dem Umweltprogramm der Vereinten Nationen (UNEP) und der Weltbank)[29]
- 2012–2016: Mitglied im Stiftungsrat der Munich Re
- seit 2015: Mitglied der Deutschen Akademie der Technikwissenschaften acatech[14]
- seit 2015: Mitglied des Beirats der Carbon Mitigation Initiative (CMI) der Princeton University[30]
- seit 2016: Mitglied des Volkswagen Nachhaltigkeitsrates[31]
- seit 2016: Mitherausgeber der Zeitschrift Review of Environmental Economics and Policy (REEP)
- bis 2018: Mitglied der High-Level Commission on Carbon Prices, gegründet auf Einladung von Ségolène Royal und Feike Sijbesma, Ko-Vorsitzende der Carbon Pricing Leadership Coalition (CPLC) High Level Assembly, Vorsitz Joseph Stiglitz, Nobelpreisträger für Ökonomie, und Lord Nicholas Stern[32]
- seit 2018: Mitglied der Nationalen Akademie der Wissenschaften Leopoldina[13]
- seit 2018: Mitglied des Wissenschaftlichen Beirats des European Institute on Economics and the Environmen (EIEE)[33]
- seit 2019: Vorsitzender des Lenkungskreises der Wissenschaftsplattform Klimaschutz[34]
- seit 2019: Mitglied des Wissenschaftlichen Beirats des ZEW – Leibniz-Zentrum für Europäische Wirtschaftsforschung[35]
- seit 2019: Mitglied des Wissenschaftlichen Beirats des Laudato Sí Research Institute (LSRI)[36]
- seit 2020: Mitglied der Science Advice for Policy by European Academies (SAPEA) Arbeitsgruppe 'A systemic approach to the energy transition in Europe'[37]
- seit 2020: Ko-Vorsitzender der Food System Economics Commission (EAT)[38]
- seit 2021: Mitglied der Arbeitsgruppe zur Entwicklung einer Leitlinie für Politik- und Gesellschaftsberatung im Bereich Umweltwissenschaften der Leibniz-Gemeinschaft
- seit 2021: zugewähltes Mitglied im Zentralkomitee der deutschen Katholiken (ZdK)[39]
- seit 2021: Stellvertretender Vorsitzender des Nachhaltigkeitsbeirates des Landes Brandenburg[40]
- seit 2021: Mitglied der High-Level Advisory Group on Sustainable and Inclusive Recovery and Growth (HLAG)[41]
- seit 2023: Mitglied der Berlin-Brandenburgischen Akademie der Wissenschaften

## Veröffentlichungen
Neben Beiträgen in Wissenschaftsmagazinen wie Science, Nature Climate Change, Climatic Change, The Energy Journal, Energy Economics und Energy Policy war Ottmar Edenhofer an einer Reihe von weiteren Publikationen beteiligt, z. B. zusammen mit Nick Stern, „The Economics of Climate Change in China: Towards a Low Carbon Economy“ oder am Bericht „Global, aber Gerecht. Klimawandel bekämpfen, Entwicklung ermöglichen“. Unter seiner Leitung entstand der IPCC Sonderbericht zu Erneuerbaren Energien und der Vermeidung des Klimawandels (Special Report on Renewable Energy Sources and Climate Change Mitigation, SRREN) und der Beitrag der Arbeitsgruppe III zum Fünften Sachstandsbericht des IPCC.
- Liste der Veröffentlichungen von Ottmar Edenhofer auf www.pik-potsdam.de

## Auszeichnungen
- 2018: Romano-Guardini-Preis der Katholischen Akademie in Bayern[44]
- 2020: Umweltpreis der Bundesstiftung Umwelt (gemeinsam mit Annika und Hugo Sebastian Trappmann)[45] Die Dotierung von 500.000 Euro wird mit Annika und Hugo Sebastian Trappmann zur Hälfte geteilt.[46]
- 2021: Arthur-Burkhardt-Preis
- 2022: Mercator-Professur der Universität Duisburg-Essen
- 2022: Bayerischer Verfassungsorden[47]